# Canton (Missouri)
Canton – miasto w hrabstwie Lewis w stanie Missouri w Stanach Zjednoczonych.
Zajmuje powierzchnię około 5,9 km², z czego ponad 10% stanowi woda.
W miasteczku znajduje się szkoła średnia Culver-Stockton College założona w 1853, w której uczy się ponad 800 osób.

## Demografia
2557 mieszkańców, 884 gospodarstw domowych i 536 rodzin (dane z 2000 roku). Na 100 kobiet powyżej 18. roku życia przypada 83,5 mężczyzn. Średnia wieku to 26 lat. Średni dochód gospodarstwa domowego w mieście 26 983 $, a na całą rodzinę 34 444 $.
Średni dochód na mężczyznę to 26 573 $, a na kobietę 19 519 $.
Skład etniczny
- Biali 95,07%,
- Afroamerykanie 2,11%,
- Rdzenni amerykanie 0,27%,
- Azjaci 0,82%,
- inni 2%

Grupy wiekowe
- 0–18 lat: 21,5%
- 18–24 lat: 18,27%
- 25–44 lat: 21,4%
- od 45 wzwyż: 29,6%